# Simone, el viatge del segle
Simone, el viatge del segle (títol original en francès, Simone, le voyage du siècle) és una pel·lícula biogràfica francesa escrita i dirigida per Olivier Dahan. La pel·lícula és protagonitzada per Elsa Zylberstein, Rebecca Marder, Olivier Gourmet i Elodie Bouchez. El rodatge de la pel·lícula va començar el 9 de setembre de 2019 i va concloure el 4 de desembre de 2019, i es va desenvolupar a París, la Ciutat i Budapest. S'ha doblat al català.

## Argument
Es tracta d'un biopic sobre Simone Veil (1927-2017), una advocada francesa que va ser presidenta del Parlament Europeu.